# Syzygium paniculatum
El cirerer australià (Syzygium paniculatum) és una espècie de mirtàcia nativa de Nova Gal·les del Sud (Austràlia). El nom comú li ve per la semblança del seu fruit a una cirera i el seu indret de procedència.

## Etimologia
- Syzygium: ve del grec σύζυγος (syzygos) que vol dir unió[6] o marit,[7] fent referència a la posició oposada de les seues fulles.
- paniculatum: del llatí panicula vol dir panícula i fa referència al tipus d'inflorencència disposada en panícula.

## Descripció
Dins d'aquest gènere, hi ha espècies que prèviament s'havien classificat en els gèneres d'Acmena i al d'Eugenia. L'espècie coneguda anteriorment com a Eugenia australis, ara es considera com a dues espècies separades: Syzygium australe i Syzygium paniculatum.
És un arbust o arbre petit perenne, de fins a 15 m d'alçada al seu lloc d'origen, però de forma general és més menut, encara i així la copa pot assolir els 7-14 m de diàmetre. L'escorça és escamosa, fibrosa, i de color crema. Les fulles són oposades amb el pecíol de 3-6 mm de llarg, en forma de llança lleugerament el·líptiques i de color verd brillant. La floració és dona durant la primavera o principis d'estiu. La flor és tetrapètala i de color blanc i s'agrupen formant una panícula. Els estams sobreïxen de la corol·la. Seguidament apareixen els fruits carnosos característics en forma de baia, de color magenta, tenen forma ovoide i fan uns 2 cm de llarg i diàmetre, amb una única llavor gran a l'interior. Els fruits són mengívols, tenen un gust àcid semblant a la poma. Pot arribar a viure uns 35 anys.

### Poliembrionia i poliploïdia
L'apomixi es dona àmplament a les mirtòidies. On es produeix l'apomixi és generalment per embrió adventici, encara que hi ha algunes evidències que indiquen la possibilitat d'apospori. S. paniculatum és l'única espècie coneguda d'aquest gènere que presenta poliembrionia.
Hi ha un vincle fortament documentat entre la poliploïdia i l'apomixi, i es creu que la poliembrionia podria ser causada per gens duplicats que s'expressen de manera asíncrona. És possible que la poliembrionia trobada a S. paniculatum siga causada per la natura poliploide de l'espècie, tanmateix, està per investigar. Els embrions d'aquesta espècie varien de mida i sovint tenen cotiledons d'emmagatzematge marcadament desiguals. Els embrions amb cotiledons d'aquest tipus són criptocotilars i la germinació sovint és hipogea.

## Distribució, hàbitat i ecologia
El cirerer australià es troba només en Nova Gal·les del Sud, en una franja costanera estreta i lineal (uns 800 km) des de Nambucca Heads fins a South Durras. Segons el govern australià, aquesta espècie es troba en un estat vulnerable en la seua zona natural.
En la costa sud, es troba en sòls de gres, restringida principalment a rodals romanents de selva tropical litoral. A més a més, en la costa central, es troba en graves, arenes, llims i argiles en boscos plujosos de galeria riberencs i comunitats romanents de boscos plujosos litorals.

## Mesures agronòmiques

### Cultiu
Pel que fa als requeriments edàfics, el cirerer australià aprecia els terrenys lleugers i rics en humus, i per tal de fer millores al sòl es pot fer aportacions de restes vegetals o torba. Es planten en regions temperades del litoral ja que no suporten les gelades molt fortes (fins -7º C). Ha d'estar exposat a llum directa i abundant. Li agrada el substrat humit però no l'excés d'aigua.

### Propagació
Es pot reproduir de diferents maneres:
- Llavor: el més important a considerar abans de collir les baies, és que la planta es trobe sana i forta, per a evitar transmetre alguna virosi. Després cal collir els fruits madurs i separar el pinyol de la carn. Després es posen a remull durant dos dies i es colguen dos pinyols per clot en un substrats humit. Tarden un mes en germinar.
- Esqueix: es tallen rames semillenyoses de 20-30 cm de llargària. Mantindre el substrat humit. Arrelaran en 1-2 mesos.[16]
- Empelt d'escudet[17]: quan el que interessa és la producció del fruit en concret.

### Fitòfags i malalties destacades
És prou resistent a les plagues. No obstant això, els seus delicats brots poden ser atacats per pugó, així com pel cotonet. De ser plantada a mitja ombra, pot ser atacada per mosca blanca. Poden patir atacs de psíl·lids, especialment per la psil·la de l'eugènia (Trioza eugeniae).
L'arna de la guaiava (Coscinoptycha improbana), així com algunes espècies de coleòpter pertanyents al gènere Sigastus, i l'eulòfid Anselmella miltoni poden danyar els fruits en les seues regions d'origen, encara que es coneixen casos en llocs on s'ha introduït la planta d'aquestes espècies en particular. Les poblacions de moltes d'aquestes espècies són controlades per eulòfids parasitoides del gènere Tamarixia.

### Cultivars[2]
- Lillyput: varietat amb el fullatge més compacte i port més arrodonit. Creix fins a 2 m d'alçada i en créixer els nous brots ho fan amb un to rosat rogenc.
- Little Lil: té un port similar a Lillyput, creix fins a 1,5 m, el creixement del nou brot ho fa en color bronze, groc o rosat.
- Newport: de port vertical, creix fins als 5 m, es fa servir com a tanca retallada.[20]

## Usos

### Paisatgístic
S'utilitzen en jardineria i se situen a primeres línies ja que no són plantes de gran port, i separades de la resta de vegetació per tal de destacar-es. També es poden plantar a jardineres, com a eix central, desenvolupant-se en port arbustiu. També s'empra per a formar part de bardisses tallavents o divisòries.

### Gastronòmic
Les baies d'aquesta espècies poden consumir-se crues o cuites. Normalment es preparen en forma de melmelada o confitura.

## Galeria

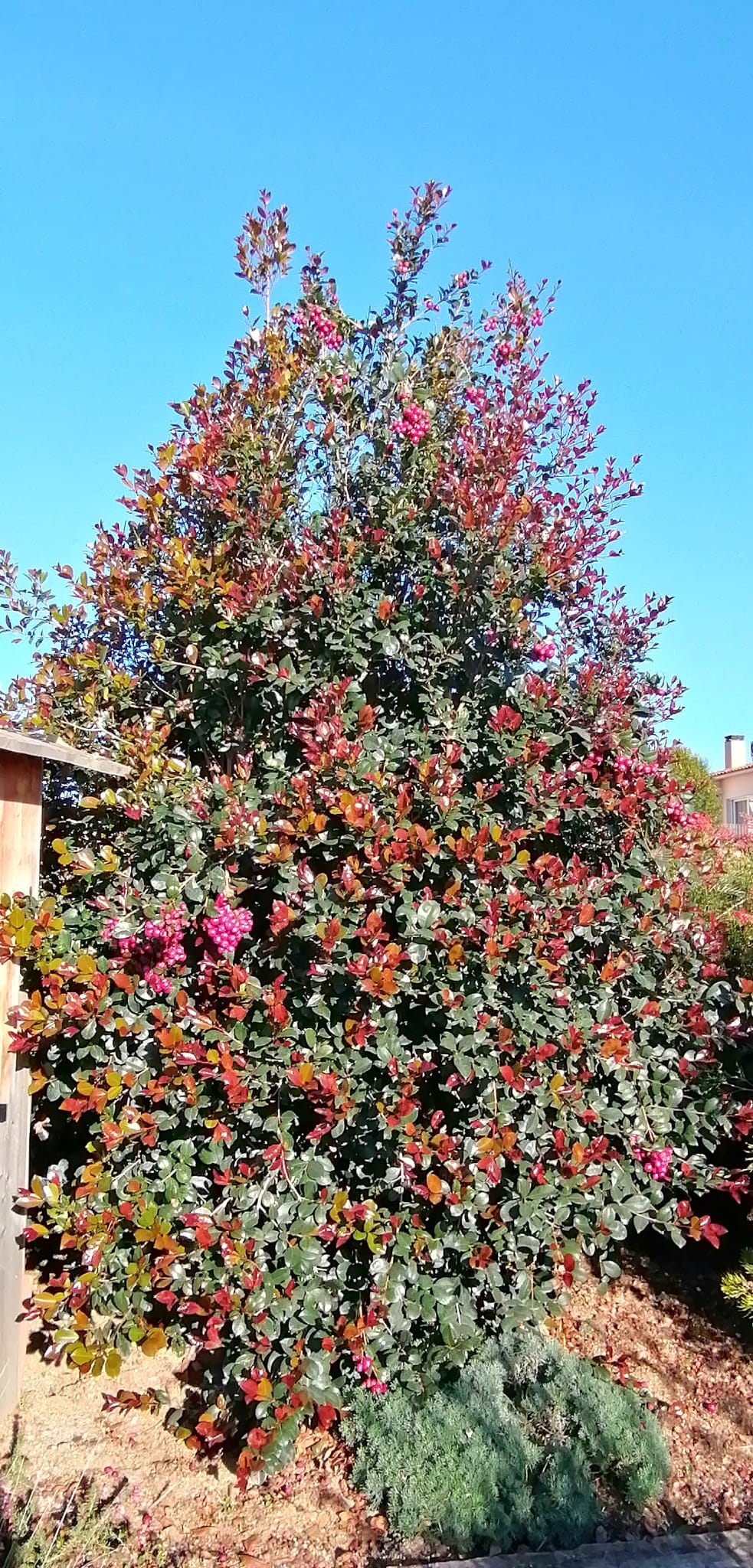
Sysygium paniculatum var. 'Lillyput'.
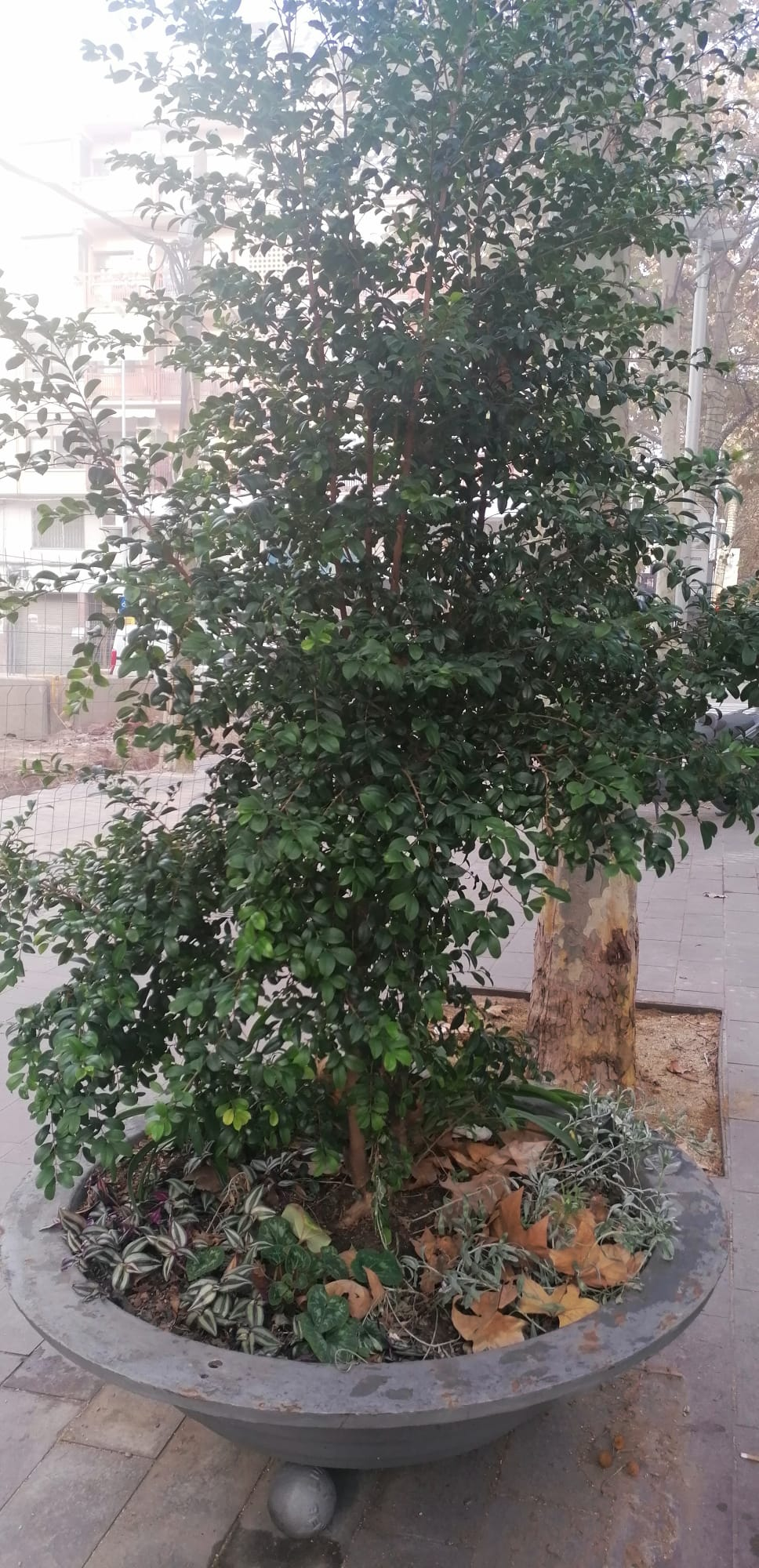
Port arbustiu plantat a una jardinera a Gavà.
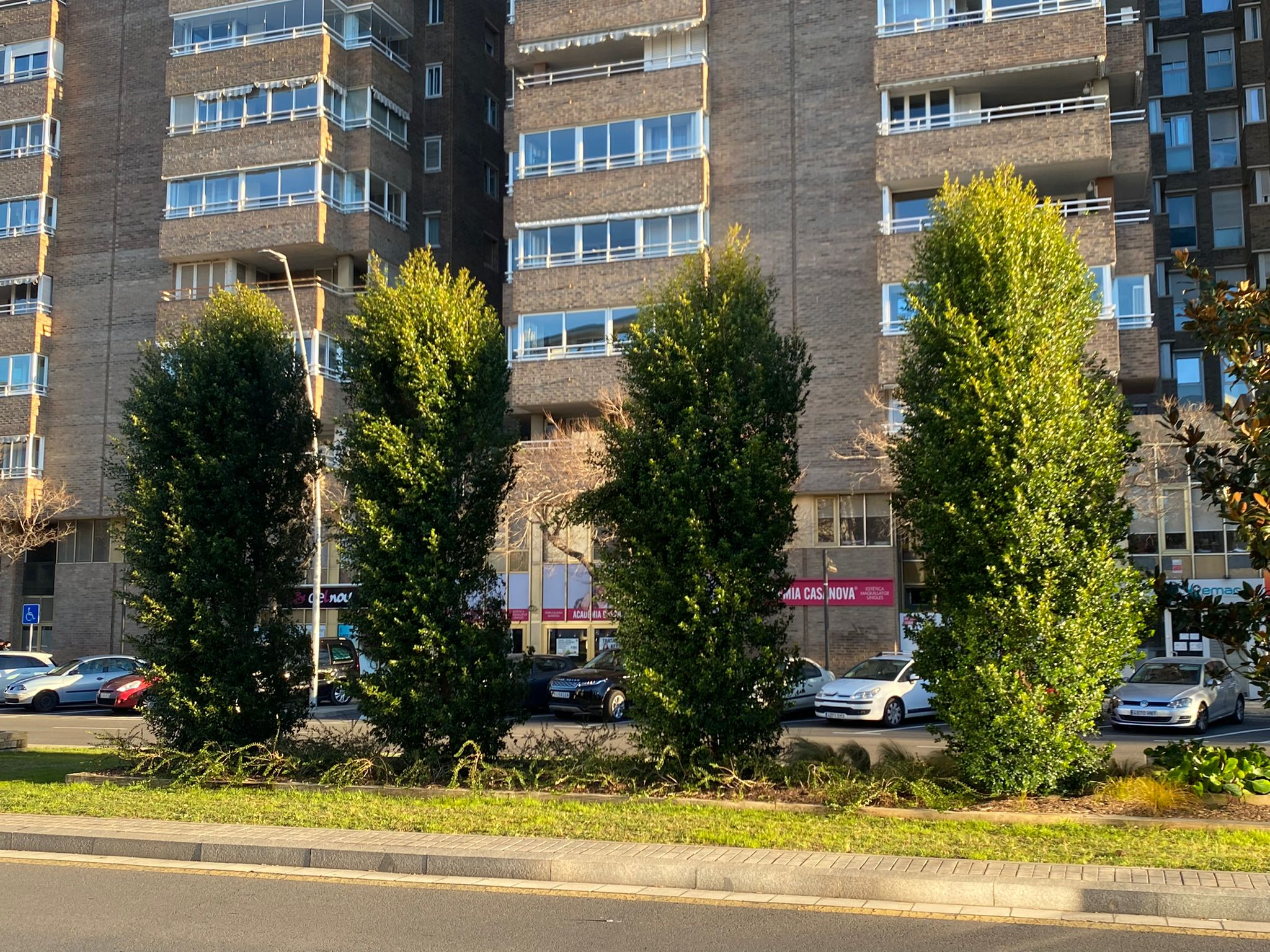
Diversos peus de S. paniculatum disposats en filera en una mitjana a Reus. Veiem el seu ús com a element individual per tal d'apreciar la forma del seu port.
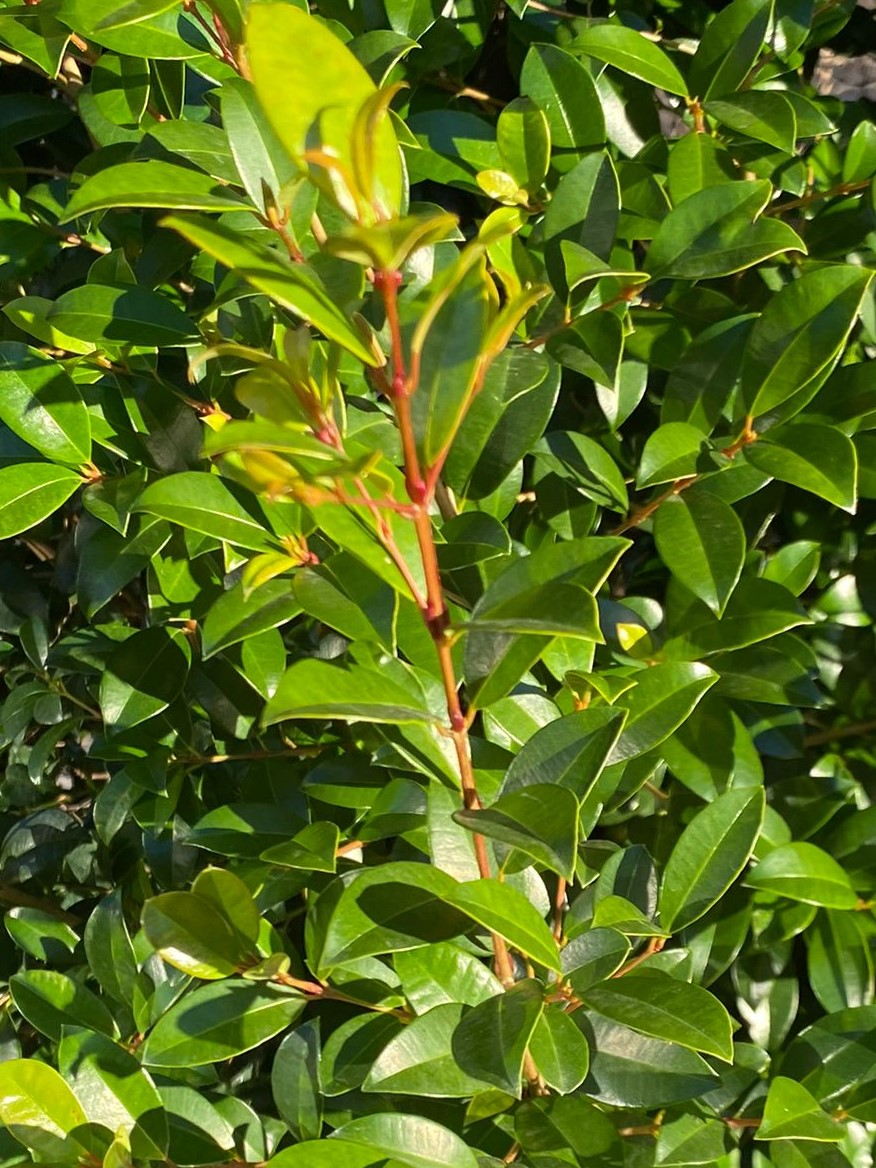
Detall de les fulles oposades.
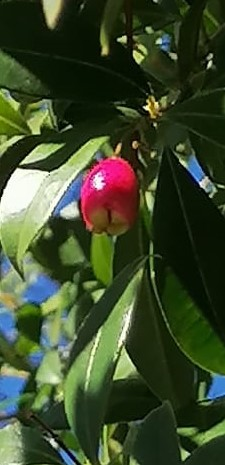
Detall del fruit al desembre.
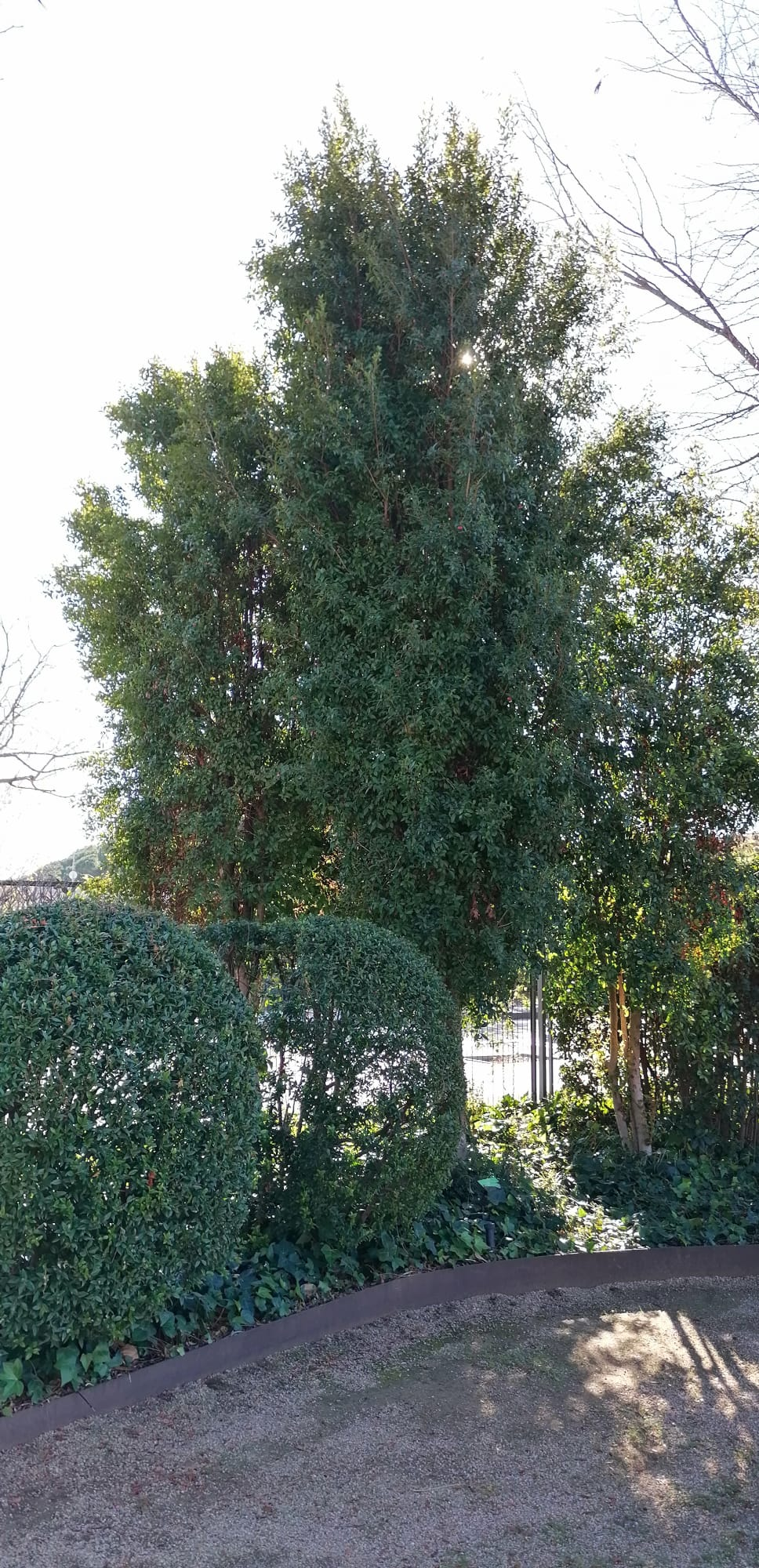
S. paniculatum al Parc Joaquim Passi a Sant Andreu de Llavaneres.